# Religieus zionisme

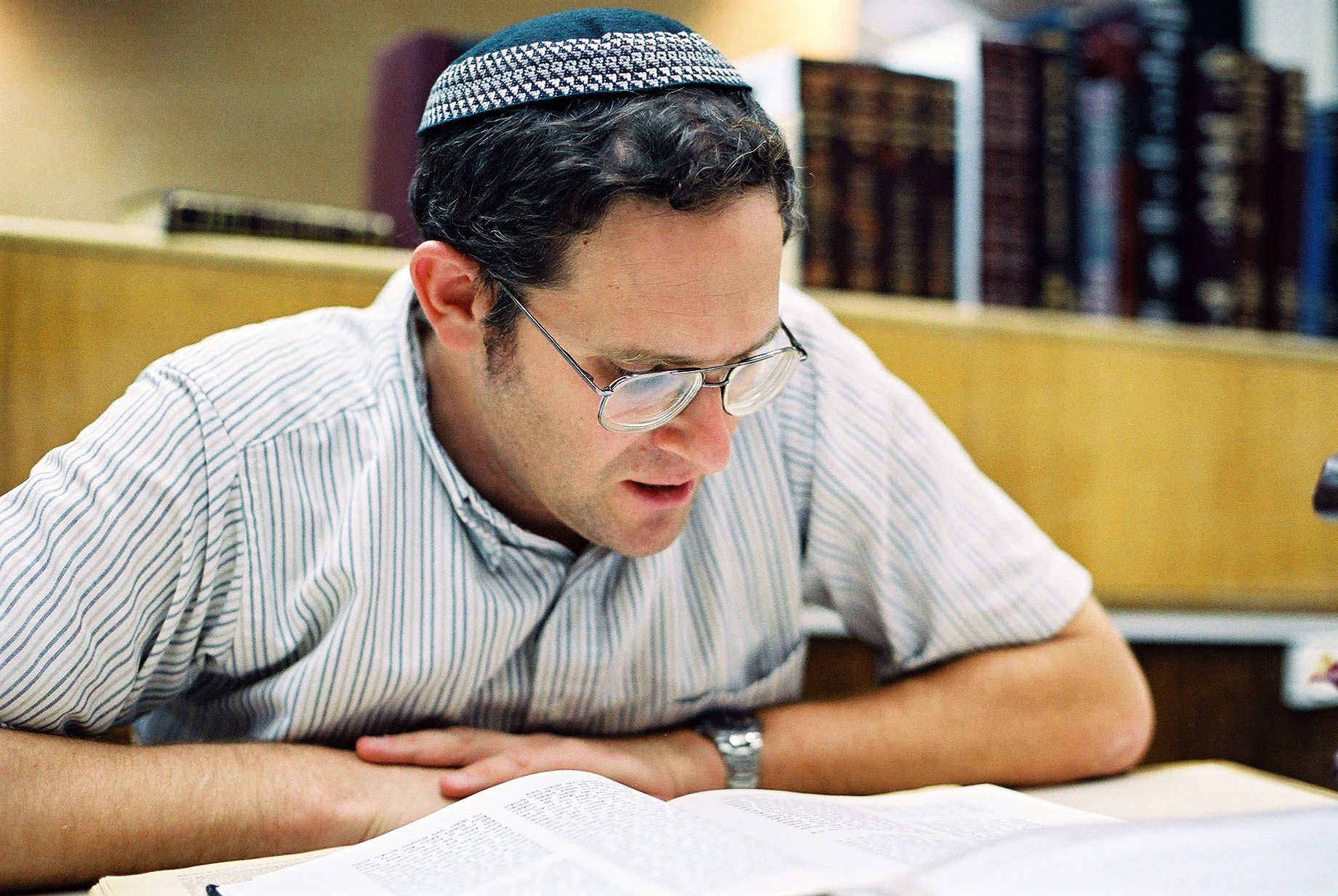
De modern-orthodoxe religieus-zionistische rabbijn David Lichtenstein

Het religieus zionisme, ook wel bekend als nationaal-religieus jodendom of de Mizrachi-stroming van het jodendom  (Hebreeuws: ציונות דתית, Tziyonut Datit, of דתי לאומי, Dati Leumi "Nationaal Religieus", of כיפה סרוגה, Kippah seruga), is een joodse stroming die het zionisme verenigt met het jodendom. De meeste aanhangers zijn modern-orthodoxe joden. Veel van de kolonisten in joodse nederzettingen op de Westelijke Jordaanoever, en tot 2005 in de Gazastrook die daar vanuit ideologische overtuiging wonen behoren tot deze stroming. Zij dienen met grote bereidwilligheid in het Israëlische leger, liefst in speciale eenheden.
Aviezer Ravtisky, Israëlisch specialist op het gebied van joods radicalisme, maakt een fundamenteel onderscheid tussen het religieus-zionisme en de joodse orthodoxie, juist waar het gaat om de beschouwing van de staat Israël. De antizionistische orthodoxie baseert zich op de zogenaamde "Drie Eden" van het orthodoxe Europese jodendom, waarin ten eerste een massale Alia niet is toegestaan en dat ten tweede de joden gebood niet op te staan tegen de naties en in nederigheid de komst van de Masjieach af te wachten. De derde eed betreft een verbod de terugkeer van de Masjieach in het Beloofde Land in eigen hand te nemen.

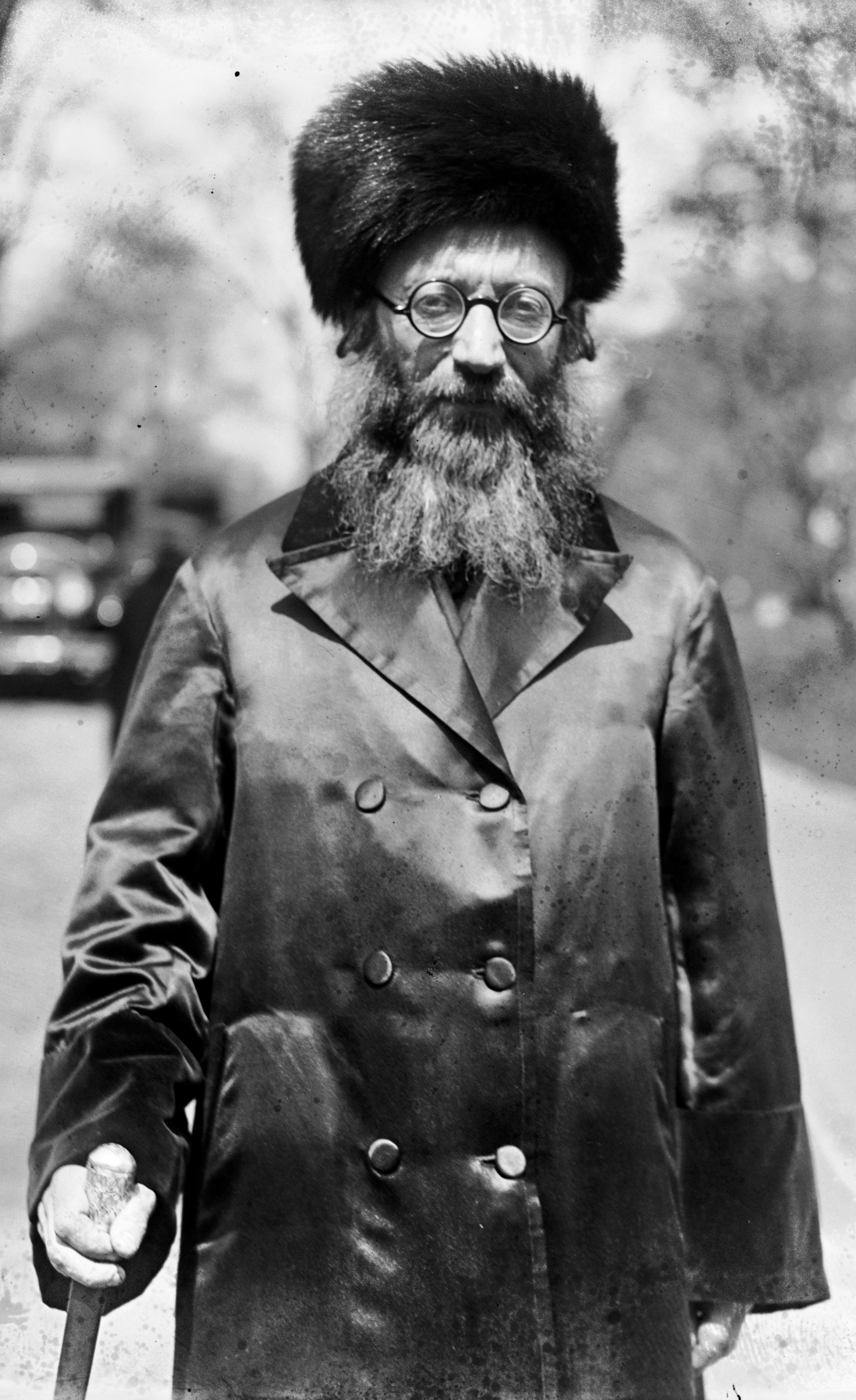
Abraham Isaac Kook 1924

Op de diametrale omkering van de "Drie Eden", die leidde tot een extreme politisering van belangrijke delen van het religieuze deel van de zionisten, hebben de rabbijnen Abraham Kook en diens zoon Yehuda Kook grote invloed uitgeoefend. Abraham Kook was ervan overtuigd dat Israël een theocratische staat moest worden. Yehuda Kook had de mening dat de Shoah "een wrede hemelse chirurgie" betekende waarmee God de joden gedwongen had de staat Israël met geweld te stichten. Ze zagen de seculiere zionisten als onwetende instrumenten van God, die van diens leiding bewust moesten worden gemaakt.
Binnen de religieus-zionistische beweging deed zich een lichte scheuring voor tussen zij die fel verzet bieden tegen de door de Israëlische premiers Ariel Sharon en Ehud Olmert besloten terugtrekkingen uit de Palestijnse gebieden, en zij die geen of minder fel verzet bieden en van mening zijn dat andere zaken, zoals onderwijs en armoedebestrijding, belangrijker zijn dan het behouden van de Israëlische nederzettingen in de Gazastrook en op de Westelijke Jordaanoever.

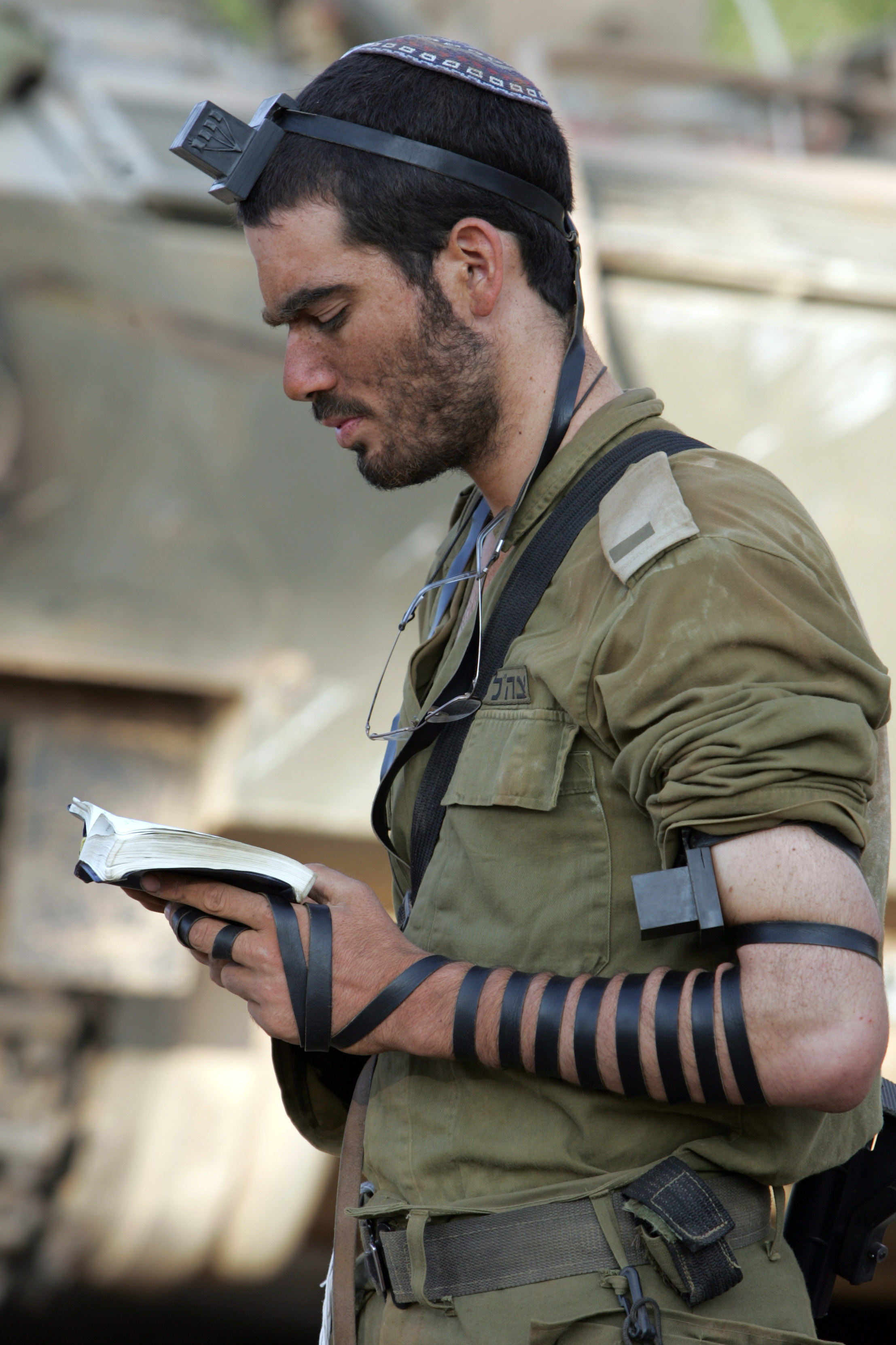
Tweede luitenant Asael Lubotzky, een veldcommandant van de Golani Brigade van het Israëlische defensieleger tijdens de Israëlisch-Libanese Oorlog (2006) in gebed met tefilin.

Charedische (ultra-orthodoxe) joden zijn over het algemeen neutraal of negatief over het zionisme, zowel de seculiere als religieuze vorm. De joodse Canadese historicus Yakov Rabkin heeft een overzichtsstudie geschreven over de antizionistische joden. Naast de vrome joden die zich altijd fel verzet hebben tegen het zionisme, ook binnen Israël, groeide sinds Israël bestaat er echter een feitelijke coalitie tussen rechtse seculiere zionisten van de Likoed en de religieus-zionisten die uiterlijk vaak nauwelijks van ultra-orthodoxe joden te onderscheiden zijn, al blijft een minderheid van hen principieel tegen de seculiere staat gekant. Zij beschouwen het geloof in de staat Israël als een moderne vorm van idolatrie. Rabkin noemt dit joodse antizionisme "een groot taboe", ook in de media. Hij maakt een scherp onderscheid tussen het nationalistische zionisme en de universele joodse religieuze traditie, waarop het zionisme zich als nationalistische politieke filosofie ten onrechte zou hebben geënt.
Leiders van de religieus-zionistische stroming van het jodendom zijn onder andere:
- Rabbijn Avraham Shapiro, voormalig Asjkenazisch opperrabbijn van Israël en huidig hoofd van de beroemde religieus-zionistische jesjiva Merkaz HaRav in Jeruzalem;
- Rabbijn Mordechai Eliyahu, voormalig opperrabbijn van Beër Sjeva en voormalig Sefardisch opperrabbijn van Israël;
- Rabbijn Dov Lior, opperrabbijn van de nederzetting Kiryat Arba, naast Hebron;
- Rabbijn Shlomo Aviner, hoofd van de beroemde religieus-zionistische jesjiva Ateret Kohanim in het islamitische deel van de Oude Stad van Jeruzalem.